# خوسيه سيلي
خوسيه سيلي (بالإسبانية: José Cilley)‏ هو لاعب اتحاد الرغبي أرجنتيني، ولد في 28 ديسمبر 1972 في بوينس آيرس في الأرجنتين.

## وصلات خارجية
- خوسيه سيلي عل موقع إسبنسكروم (الإنجليزية)
- خوسيه سيلي على موقع ItsRugby.co.uk (الإنجليزية)